# نكيم أووه
نكيم أووه هو ممثل وكوميديان نيجيري. حصل في عام 2008 على جائزة أكاديمية الفيلم الأفريقي لأفضل ممثل في دور قيادي عن دوره في الفيلم النيجيري «أقوى من الألم».

## حياة سابقة
ولد نكيم أووه في ولاية إينوجو بنيجيريا. بعد المدرسة الابتدائية والثانوية توجه إلى جامعة إيلورين ودرس الهندسة. وبالفعل خلال دراسته الجامعية بدأ أووه التمثيل في العديد من الإنتاجات التلفزيونية والأفلام.

## حياته المهنية
ظهر أووه في فيلم «أسوفيا» عام 2003 في لندن. وهو معروف أيضًا بأداء أغنية «أذهب وأقطع دولارك» حول الاحتيال في الرسوم المسبقة عبر الإنترنت. ظهرت الأغنية في فيلم «الرئيس» الذي يلعب فيه أووه دور المحتال. حظرت لجنة الجرائم الاقتصادية والمالية وهيئة الإذاعة النيجيرية الأغنية. في عام 2007 قُبض على أووه في أمستردام بهولندا نتيجة تحقيق أجرته الشرطة الهولندية لمدة سبعة أشهر أطلق عليها اسم «عملية أبولو». تم القبض على أووه أثناء تقديمه عرضًا موسيقيًا عندما داهمت الشرطة الحدث وألقت القبض على 111 شخصًا للاشتباه في تورطهم في الاحتيال في اليانصيب وانتهاكات الهجرة. تم إطلاق سراح أووه لاحقًا. وفي نوفمبر 2009 تم اختطاف أووه في شرق نيجيريا. طالب خاطفيه ب15 مليون نيرة تيجيرية كفدية. أُطلق سراح أووه بعد أن دفع أفراد أسرته - حسبما زُعم - رسوم فدية قدرها 1.4 مليون نيرة.